# 12e étape du Tour d'Italie 2021
Pour un article plus général, voir Tour d'Italie 2021.
La 12e étape du Tour d'Italie 2021 se déroule le jeudi 20 mai 2021 entre Sienne et Bagno di Romagna, sur une distance de 212 km. L'Italien Andrea Vendrame remporte l'étape, il s'agit de sa première victoire en UCI World Tour.

## Profil de l'étape
Cette longue étape de 212 kilomètres relie Sienne à Bagno di Romagna en passant par la région viticole du Chianti et Florence au km 57. Les deux derniers tiers de l'étape traversent les Apennins et sont donc plus vallonnés. Quatre cols (deux de deuxième catégorie et deux de troisième catégorie) se succèdent. Parmi ces cols, le premier, celui de Monte Morello, comprend des passages à plus de 15 % et le dernier, le passo del Carnaio, qui est situé à une dizaine de kilomètres de l'arrivée, des sections à 14 %. La descente vers Bagno di Romagna est assez technique.

## Déroulement de la course
Après plusieurs tentatives avortées, l'échappée du jour se constitue à 147 kilomètres de l'arrivée. 14 hommes la compose : le maillot bleu de meilleur grimpeur Geoffrey Bouchard et Andrea Vendrame (AG2R Citroën), le champion de Belgique Dries De Bondt (Alpecin-Fenix), Simone Ravanelli et Natnael Tesfatsion (Androni-Giocattoli), Mikkel Honoré (Deceuninck Quick-Step), Vincenzo Albanese (Eolo-Kometa), Simone Petilli (Intermarché Wanty-Gobert), Guy Niv (Israël Start-Up Nation), George Bennett (Jumbo-Visma), Chris Hamilton (Team DSM), Victor Campenaerts (Qhubeka-Assos), Gianluca Brambilla (Trek-Segafredo) et Diego Ulissi (UAE). Une douzaine de kilomètres plus loin, deux hommes rejoignent les fuyards. Il s'agit de Nicolas Edet (Cofidis) et de Giovanni Visconti (Bardiani). Au passo della Consuma, col de deuxième catégorie et deuxième difficulté de l'étape (80 km de l'arrivée), les seize échappés comptent une avance de 9 minutes sur le peloton emmené principalement par Filippo Ganna et les équipiers Ineos-Grenadiers du maillot rose Egan Bernal. La descente de ce col sous une pluie soutenue scinde l'échappée en plusieurs groupes. Dans l'ascension du passo della Calla, le groupe de tête se reconstitue partiellement mais, dans la dernière difficulté du jour, le passo del Carnaio, quatre coureurs s'isolent en tête de la course : Vendrame, Brambilla, Bennett et Hamilton. À trois kilomètres du terme, Vendrame et Hamilton réussissent à lâcher leurs deux compagnons d'échappée et se présentent ensemble à l'arrivée à Bagno di Romagna. Andrea Vendrame y remporte le sprint. Le peloton où les favoris se sont neutralisés arrive groupé à plus de 10 minutes du vainqueur.

## Résultats

### Classement de l'étape
| \| Classement de l'étape \| Classement de l'étape \| Classement de l'étape \| Classement de l'étape \| Classement de l'étape \| \| Coureur \| Coureur \| Pays \| Équipe \| Temps \| \| --------------------- \| --------------------- \| --------------------- \| ---------------------------------- \| --------------------- \| \| 1er \| Andrea Vendrame \| Italie \| AG2R Citroën Team \| 5 h 43 min 48 s \| \| 2e \| Chris Hamilton \| Australie \| Team DSM \| + 0 s \| \| 3e \| George Bennett \| Nouvelle-Zélande \| Jumbo-Visma \| + 15 s \| \| 4e \| Gianluca Brambilla \| Italie \| Trek-Segafredo \| + 15 s \| \| 5e \| Giovanni Visconti \| Italie \| Bardiani CSF Faizanè \| + 1 min 12 s \| \| 6e \| Geoffrey Bouchard \| France \| AG2R Citroën Team \| + 1 min 25 s \| \| 7e \| Nicolas Edet \| France \| Cofidis \| + 1 min 47 s \| \| 8e \| Simone Petilli \| Italie \| Intermarché-Wanty-Gobert Matériaux \| + 1 min 47 s \| \| 9e \| Mikkel Honoré \| Danemark \| Deceuninck-Quick Step \| + 3 min 00 s \| \| 10e \| Simone Ravanelli \| Italie \| Androni Giocattoli-Sidermec \| + 4 min 19 s \| |                    |                  |                                    |                 |
| |                    |                  |                                    |                 |
| Source : ProCyclingStats |                    |                  |                                    |                 |
| Classement de l'étape |                    |                  |                                    |                 |
| Coureur | Coureur            | Pays             | Équipe                             | Temps           |
| 1er | Andrea Vendrame    | Italie           | AG2R Citroën Team                  | 5 h 43 min 48 s |
| 2e | Chris Hamilton     | Australie        | Team DSM                           | + 0 s           |
| 3e | George Bennett     | Nouvelle-Zélande | Jumbo-Visma                        | + 15 s          |
| 4e | Gianluca Brambilla | Italie           | Trek-Segafredo                     | + 15 s          |
| 5e | Giovanni Visconti  | Italie           | Bardiani CSF Faizanè               | + 1 min 12 s    |
| 6e | Geoffrey Bouchard  | France           | AG2R Citroën Team                  | + 1 min 25 s    |
| 7e | Nicolas Edet       | France           | Cofidis                            | + 1 min 47 s    |
| 8e | Simone Petilli     | Italie           | Intermarché-Wanty-Gobert Matériaux | + 1 min 47 s    |
| 9e | Mikkel Honoré      | Danemark         | Deceuninck-Quick Step              | + 3 min 00 s    |
| 10e | Simone Ravanelli   | Italie           | Androni Giocattoli-Sidermec        | + 4 min 19 s    |

### Points attribués pour le classement par points
| Sprint intermédiaire Sesto Fiorentino (km 73,8) | Sprint intermédiaire Sesto Fiorentino (km 73,8) | Sprint intermédiaire Sesto Fiorentino (km 73,8) | Sprint intermédiaire Sesto Fiorentino (km 73,8) | Sprint intermédiaire Sesto Fiorentino (km 73,8) |
| ----------------------------------------------- | ----------------------------------------------- | ----------------------------------------------- | ----------------------------------------------- | ----------------------------------------------- |
|                                                 | Coureur                                         | Pays                                            | Équipe                                          | Point(s)                                        |
| 1er                                             | Dries De Bondt                                  | Belgique                                        | Alpecin-Fenix                                   | 12                                              |
| 2e                                              | Mikkel Honoré                                   | Danemark                                        | Deceuninck-Quick Step                           | 8                                               |
| 3e                                              | Simone Petilli                                  | Italie                                          | Intermarché-Wanty-Gobert Matériaux              | 6                                               |
| 4e                                              | Simone Ravanelli                                | Italie                                          | Androni Giocattoli-Sidermec                     | 5                                               |
| 5e                                              | Vincenzo Albanese                               | Italie                                          | Eolo-Kometa                                     | 4                                               |
| 6e                                              | George Bennett                                  | Nouvelle-Zélande                                | Jumbo-Visma                                     | 3                                               |
| 7e                                              | Victor Campenaerts                              | Belgique                                        | Qhubeka Assos                                   | 2                                               |
| 8e                                              | Chris Hamilton                                  | Australie                                       | Team DSM                                        | 1                                               |
| modifier                                        |                                                 |                                                 |                                                 |                                                 |

| Arrivée d'étape Bagno di Romagna (km 212) | Arrivée d'étape Bagno di Romagna (km 212) | Arrivée d'étape Bagno di Romagna (km 212) | Arrivée d'étape Bagno di Romagna (km 212) | Arrivée d'étape Bagno di Romagna (km 212) |
| ----------------------------------------- | ----------------------------------------- | ----------------------------------------- | ----------------------------------------- | ----------------------------------------- |
|                                           | Coureur                                   | Pays                                      | Équipe                                    | Point(s)                                  |
| 1er                                       | Andrea Vendrame                           | Italie                                    | AG2R Citroën                              | 25                                        |
| 2e                                        | Chris Hamilton                            | Australie                                 | Team DSM                                  | 18                                        |
| 3e                                        | George Bennett                            | Nouvelle-Zélande                          | Jumbo-Visma                               | 12                                        |
| 4e                                        | Gianluca Brambilla                        | Italie                                    | Trek-Segafredo                            | 8                                         |
| 5e                                        | Giovanni Visconti                         | Italie                                    | Bardiani CSF Faizanè                      | 6                                         |
| 6e                                        | Geoffrey Bouchard                         | France                                    | AG2R Citroën                              | 5                                         |
| 7e                                        | Nicolas Edet                              | France                                    | Cofidis                                   | 4                                         |
| 8e                                        | Simone Petilli                            | Italie                                    | Intermarché-Wanty-Gobert Matériaux        | 3                                         |
| 9e                                        | Mikkel Honoré                             | Danemark                                  | Deceuninck-Quick Step                     | 2                                         |
| 10e                                       | Simone Ravanelli                          | Italie                                    | Androni Giocattoli-Sidermec               | 1                                         |
| modifier                                  |                                           |                                           |                                           |                                           |

### Points attribués pour le classement du meilleur grimpeur
| Monte Morello (km 82,3) 3e catégorie (7,2 km à 6,3%) | Monte Morello (km 82,3) 3e catégorie (7,2 km à 6,3%) | Monte Morello (km 82,3) 3e catégorie (7,2 km à 6,3%) | Monte Morello (km 82,3) 3e catégorie (7,2 km à 6,3%) | Monte Morello (km 82,3) 3e catégorie (7,2 km à 6,3%) |
| ---------------------------------------------------- | ---------------------------------------------------- | ---------------------------------------------------- | ---------------------------------------------------- | ---------------------------------------------------- |
|                                                      | Coureur                                              | Pays                                                 | Équipe                                               | Point(s)                                             |
| 1er                                                  | Geoffrey Bouchard                                    | France                                               | AG2R Citroën                                         | 9                                                    |
| 2e                                                   | Dries De Bondt                                       | Belgique                                             | Alpecin-Fenix                                        | 4                                                    |
| 3e                                                   | Andrea Vendrame                                      | Italie                                               | AG2R Citroën                                         | 2                                                    |
| 4e                                                   | Diego Ulissi                                         | Italie                                               | UAE Team Emirates                                    | 1                                                    |
| modifier                                             |                                                      |                                                      |                                                      |                                                      |

| Passo della Consuma (km 129,9) 2e catégorie (15,1 km à 6,1%) | Passo della Consuma (km 129,9) 2e catégorie (15,1 km à 6,1%) | Passo della Consuma (km 129,9) 2e catégorie (15,1 km à 6,1%) | Passo della Consuma (km 129,9) 2e catégorie (15,1 km à 6,1%) | Passo della Consuma (km 129,9) 2e catégorie (15,1 km à 6,1%) |
| ------------------------------------------------------------ | ------------------------------------------------------------ | ------------------------------------------------------------ | ------------------------------------------------------------ | ------------------------------------------------------------ |
|                                                              | Coureur                                                      | Pays                                                         | Équipe                                                       | Point(s)                                                     |
| 1er                                                          | Geoffrey Bouchard                                            | France                                                       | AG2R Citroën                                                 | 18                                                           |
| 2e                                                           | Dries De Bondt                                               | Belgique                                                     | Alpecin-Fenix                                                | 8                                                            |
| 3e                                                           | Simone Petilli                                               | Italie                                                       | Intermarché-Wanty-Gobert Matériaux                           | 6                                                            |
| 4e                                                           | Gianluca Brambilla                                           | Italie                                                       | Trek-Segafredo                                               | 4                                                            |
| 5e                                                           | Chris Hamilton                                               | Australie                                                    | Team DSM                                                     | 2                                                            |
| 6e                                                           | Simone Ravanelli                                             | Italie                                                       | Androni Giocattoli-Sidermec                                  | 1                                                            |
| modifier                                                     |                                                              |                                                              |                                                              |                                                              |

| Passo la Calla (km 160,9) 2e catégorie (16,2 km à 5,3%) | Passo la Calla (km 160,9) 2e catégorie (16,2 km à 5,3%) | Passo la Calla (km 160,9) 2e catégorie (16,2 km à 5,3%) | Passo la Calla (km 160,9) 2e catégorie (16,2 km à 5,3%) | Passo la Calla (km 160,9) 2e catégorie (16,2 km à 5,3%) |
| ------------------------------------------------------- | ------------------------------------------------------- | ------------------------------------------------------- | ------------------------------------------------------- | ------------------------------------------------------- |
|                                                         | Coureur                                                 | Pays                                                    | Équipe                                                  | Point(s)                                                |
| 1er                                                     | Geoffrey Bouchard                                       | France                                                  | AG2R Citroën                                            | 18                                                      |
| 2e                                                      | Dries De Bondt                                          | Belgique                                                | Alpecin-Fenix                                           | 8                                                       |
| 3e                                                      | Andrea Vendrame                                         | Italie                                                  | AG2R Citroën                                            | 6                                                       |
| 4e                                                      | Giovanni Visconti                                       | Italie                                                  | Bardiani CSF Faizanè                                    | 4                                                       |
| 5e                                                      | Gianluca Brambilla                                      | Italie                                                  | Trek-Segafredo                                          | 2                                                       |
| 6e                                                      | George Bennett                                          | Nouvelle-Zélande                                        | Jumbo-Visma                                             | 1                                                       |
| modifier                                                |                                                         |                                                         |                                                         |                                                         |

| Passo del Carnaio (km 198,7) 3e catégorie (11,8 km à 4,3%) | Passo del Carnaio (km 198,7) 3e catégorie (11,8 km à 4,3%) | Passo del Carnaio (km 198,7) 3e catégorie (11,8 km à 4,3%) | Passo del Carnaio (km 198,7) 3e catégorie (11,8 km à 4,3%) | Passo del Carnaio (km 198,7) 3e catégorie (11,8 km à 4,3%) |
| ---------------------------------------------------------- | ---------------------------------------------------------- | ---------------------------------------------------------- | ---------------------------------------------------------- | ---------------------------------------------------------- |
|                                                            | Coureur                                                    | Pays                                                       | Équipe                                                     | Point(s)                                                   |
| 1er                                                        | Gianluca Brambilla                                         | Italie                                                     | Trek-Segafredo                                             | 9                                                          |
| 2e                                                         | George Bennett                                             | Nouvelle-Zélande                                           | Jumbo-Visma                                                | 4                                                          |
| 3e                                                         | Chris Hamilton                                             | Australie                                                  | Team DSM                                                   | 2                                                          |
| 4e                                                         | Andrea Vendrame                                            | Italie                                                     | AG2R Citroën                                               | 1                                                          |
| modifier                                                   |                                                            |                                                            |                                                            |                                                            |

### Points attribués pour le classement des sprints intermédiaires
| Sprint intermédiaire Sesto Fiorentino (km 73,8) | Sprint intermédiaire Sesto Fiorentino (km 73,8) | Sprint intermédiaire Sesto Fiorentino (km 73,8) | Sprint intermédiaire Sesto Fiorentino (km 73,8) | Sprint intermédiaire Sesto Fiorentino (km 73,8) |
| ----------------------------------------------- | ----------------------------------------------- | ----------------------------------------------- | ----------------------------------------------- | ----------------------------------------------- |
|                                                 | Coureur                                         | Pays                                            | Équipe                                          | Point(s)                                        |
| 1er                                             | Dries De Bondt                                  | Belgique                                        | Alpecin-Fenix                                   | 10                                              |
| 2e                                              | Mikkel Honoré                                   | Danemark                                        | Deceuninck-Quick Step                           | 6                                               |
| 3e                                              | Simone Petilli                                  | Italie                                          | Intermarché-Wanty-Gobert Matériaux              | 3                                               |
| 4e                                              | Simone Ravanelli                                | Italie                                          | Androni Giocattoli-Sidermec                     | 2                                               |
| 5e                                              | Vincenzo Albanese                               | Italie                                          | Eolo-Kometa                                     | 1                                               |
| modifier                                        |                                                 |                                                 |                                                 |                                                 |

| Sprint intermédiaire Santa Sofia (km 187,9) | Sprint intermédiaire Santa Sofia (km 187,9) | Sprint intermédiaire Santa Sofia (km 187,9) | Sprint intermédiaire Santa Sofia (km 187,9) | Sprint intermédiaire Santa Sofia (km 187,9) |
| ------------------------------------------- | ------------------------------------------- | ------------------------------------------- | ------------------------------------------- | ------------------------------------------- |
|                                             | Coureur                                     | Pays                                        | Équipe                                      | Point(s)                                    |
| 1er                                         | Dries De Bondt                              | Belgique                                    | Alpecin-Fenix                               | 10                                          |
| 2e                                          | Simone Ravanelli                            | Italie                                      | Androni Giocattoli-Sidermec                 | 6                                           |
| 3e                                          | Vincenzo Albanese                           | Italie                                      | Eolo-Kometa                                 | 3                                           |
| 4e                                          | Chris Hamilton                              | Australie                                   | Team DSM                                    | 2                                           |
| 5e                                          | Gianluca Brambilla                          | Italie                                      | Trek-Segafredo                              | 1                                           |
| modifier                                    |                                             |                                             |                                             |                                             |

### Bonifications
|   | Coureur           | Pays     | Équipe                      | Secondes |
| - | ----------------- | -------- | --------------------------- | -------- |
| 1 | Dries De Bondt    | Belgique | Alpecin-Fenix               | 3 s      |
| 2 | Simone Ravanelli  | Italie   | Androni Giocattoli-Sidermec | 2 s      |
| 3 | Vincenzo Albanese | Italie   | Eolo-Kometa                 | 1 s      |

|   | Coureur         | Pays             | Équipe       | Secondes |
| - | --------------- | ---------------- | ------------ | -------- |
| 1 | Andrea Vendrame | Italie           | AG2R Citroën | 10 s     |
| 2 | Chris Hamilton  | Australie        | Team DSM     | 6 s      |
| 3 | George Bennett  | Nouvelle-Zélande | Jumbo-Visma  | 4 s      |

## Classements à l'issue de l'étape

### Classement général
| \| Classement général \| Classement général \| Classement général \| Classement général \| Classement général \| \| Coureur \| Coureur \| Pays \| Équipe \| Temps \| \| ------------------ \| ------------------ \| ------------------ \| --------------------- \| ------------------ \| \| 1er \| Egan Bernal \| Colombie \| Ineos Grenadiers \| 48 h 29 min 23 s \| \| 2e \| Aleksandr Vlasov \| Russie \| Astana-Premier Tech \| + 45 s \| \| 3e \| Damiano Caruso \| Italie \| Bahrain Victorious \| + 1 min 12 s \| \| 4e \| Hugh Carthy \| Royaume-Uni \| EF Education-Nippo \| + 1 min 17 s \| \| 5e \| Simon Yates \| Royaume-Uni \| BikeExchange \| + 1 min 22 s \| \| 6e \| Emanuel Buchmann \| Allemagne \| Bora-Hansgrohe \| + 1 min 50 s \| \| 7e \| Remco Evenepoel \| Belgique \| Deceuninck-Quick Step \| + 2 min 22 s \| \| 8e \| Giulio Ciccone \| Italie \| Trek-Segafredo \| + 2 min 24 s \| \| 9e \| Tobias Foss \| Norvège \| Jumbo-Visma \| + 2 min 49 s \| \| 10e \| Daniel Martínez \| Colombie \| Ineos Grenadiers \| + 3 min 15 s \| |                  |             |                       |                  |
| |                  |             |                       |                  |
| Source : ProCyclingStats |                  |             |                       |                  |
| Classement général |                  |             |                       |                  |
| Coureur | Coureur          | Pays        | Équipe                | Temps            |
| 1er | Egan Bernal      | Colombie    | Ineos Grenadiers      | 48 h 29 min 23 s |
| 2e | Aleksandr Vlasov | Russie      | Astana-Premier Tech   | + 45 s           |
| 3e | Damiano Caruso   | Italie      | Bahrain Victorious    | + 1 min 12 s     |
| 4e | Hugh Carthy      | Royaume-Uni | EF Education-Nippo    | + 1 min 17 s     |
| 5e | Simon Yates      | Royaume-Uni | BikeExchange          | + 1 min 22 s     |
| 6e | Emanuel Buchmann | Allemagne   | Bora-Hansgrohe        | + 1 min 50 s     |
| 7e | Remco Evenepoel  | Belgique    | Deceuninck-Quick Step | + 2 min 22 s     |
| 8e | Giulio Ciccone   | Italie      | Trek-Segafredo        | + 2 min 24 s     |
| 9e | Tobias Foss      | Norvège     | Jumbo-Visma           | + 2 min 49 s     |
| 10e | Daniel Martínez  | Colombie    | Ineos Grenadiers      | + 3 min 15 s     |

| Classement par points | Classement par points | Classement par points | Classement par points       | Classement par points |
| Coureur               | Coureur               | Pays                  | Équipe                      | Points                |
| --------------------- | --------------------- | --------------------- | --------------------------- | --------------------- |
| 1er                   | Peter Sagan           | Slovaquie             | Bora-Hansgrohe              | 108 pts               |
| 2e                    | Fernando Gaviria      | Colombie              | UAE Team Emirates           | 91 pts                |
| 3e                    | Davide Cimolai        | Italie                | Israel Start-Up Nation      | 91 pts                |
| 4e                    | Elia Viviani          | Italie                | Cofidis                     | 79 pts                |
| 5e                    | Giacomo Nizzolo       | Italie                | Qhubeka Assos               | 76 pts                |
| 6e                    | Francesco Gavazzi     | Italie                | Eolo-Kometa                 | 42 pts                |
| 7e                    | Matteo Moschetti      | Italie                | Trek-Segafredo              | 42 pts                |
| 8e                    | Filippo Tagliani      | Italie                | Androni Giocattoli-Sidermec | 39 pts                |
| 9e                    | Dries De Bondt        | Belgique              | Alpecin-Fenix               | 39 pts                |
| 10e                   | Filippo Fiorelli      | Italie                | Bardiani CSF Faizanè        | 39 pts                |

| Classement par points | Classement par points | Classement par points | Classement par points       | Classement par points |
| Coureur               | Coureur               | Pays                  | Équipe                      | Points                |
| --------------------- | --------------------- | --------------------- | --------------------------- | --------------------- |
| 1er                   | Peter Sagan           | Slovaquie             | Bora-Hansgrohe              | 108 pts               |
| 2e                    | Fernando Gaviria      | Colombie              | UAE Team Emirates           | 91 pts                |
| 3e                    | Davide Cimolai        | Italie                | Israel Start-Up Nation      | 91 pts                |
| 4e                    | Elia Viviani          | Italie                | Cofidis                     | 79 pts                |
| 5e                    | Giacomo Nizzolo       | Italie                | Qhubeka Assos               | 76 pts                |
| 6e                    | Francesco Gavazzi     | Italie                | Eolo-Kometa                 | 42 pts                |
| 7e                    | Matteo Moschetti      | Italie                | Trek-Segafredo              | 42 pts                |
| 8e                    | Filippo Tagliani      | Italie                | Androni Giocattoli-Sidermec | 39 pts                |
| 9e                    | Dries De Bondt        | Belgique              | Alpecin-Fenix               | 39 pts                |
| 10e                   | Filippo Fiorelli      | Italie                | Bardiani CSF Faizanè        | 39 pts                |

| Classement de la montagne | Classement de la montagne | Classement de la montagne | Classement de la montagne          | Classement de la montagne |
| Coureur                   | Coureur                   | Pays                      | Équipe                             | Points                    |
| ------------------------- | ------------------------- | ------------------------- | ---------------------------------- | ------------------------- |
| 1er                       | Geoffrey Bouchard         | France                    | AG2R Citroën Team                  | 96 pts                    |
| 2e                        | Egan Bernal               | Colombie                  | Ineos Grenadiers                   | 48 pts                    |
| 3e                        | Dries De Bondt            | Belgique                  | Alpecin-Fenix                      | 24 pts                    |
| 4e                        | Bauke Mollema             | Pays-Bas                  | Trek-Segafredo                     | 23 pts                    |
| 5e                        | Giulio Ciccone            | Italie                    | Trek-Segafredo                     | 20 pts                    |
| 6e                        | Kobe Goossens             | Belgique                  | Lotto-Soudal                       | 17 pts                    |
| 7e                        | Vincenzo Albanese         | Italie                    | Eolo-Kometa                        | 16 pts                    |
| 8e                        | Gianluca Brambilla        | Italie                    | Trek-Segafredo                     | 15 pts                    |
| 9e                        | Rein Taaramäe             | Estonie                   | Intermarché-Wanty-Gobert Matériaux | 13 pts                    |
| 10e                       | Remco Evenepoel           | Belgique                  | Deceuninck-Quick Step              | 13 pts                    |

| Classement de la montagne | Classement de la montagne | Classement de la montagne | Classement de la montagne          | Classement de la montagne |
| Coureur                   | Coureur                   | Pays                      | Équipe                             | Points                    |
| ------------------------- | ------------------------- | ------------------------- | ---------------------------------- | ------------------------- |
| 1er                       | Geoffrey Bouchard         | France                    | AG2R Citroën Team                  | 96 pts                    |
| 2e                        | Egan Bernal               | Colombie                  | Ineos Grenadiers                   | 48 pts                    |
| 3e                        | Dries De Bondt            | Belgique                  | Alpecin-Fenix                      | 24 pts                    |
| 4e                        | Bauke Mollema             | Pays-Bas                  | Trek-Segafredo                     | 23 pts                    |
| 5e                        | Giulio Ciccone            | Italie                    | Trek-Segafredo                     | 20 pts                    |
| 6e                        | Kobe Goossens             | Belgique                  | Lotto-Soudal                       | 17 pts                    |
| 7e                        | Vincenzo Albanese         | Italie                    | Eolo-Kometa                        | 16 pts                    |
| 8e                        | Gianluca Brambilla        | Italie                    | Trek-Segafredo                     | 15 pts                    |
| 9e                        | Rein Taaramäe             | Estonie                   | Intermarché-Wanty-Gobert Matériaux | 13 pts                    |
| 10e                       | Remco Evenepoel           | Belgique                  | Deceuninck-Quick Step              | 13 pts                    |

| Classement du meilleur jeune | Classement du meilleur jeune | Classement du meilleur jeune | Classement du meilleur jeune | Classement du meilleur jeune |
| Coureur                      | Coureur                      | Pays                         | Équipe                       | Temps                        |
| ---------------------------- | ---------------------------- | ---------------------------- | ---------------------------- | ---------------------------- |
| 1er                          | Egan Bernal                  | Colombie                     | Ineos Grenadiers             | 48 h 29 min 23 s             |
| 2e                           | Aleksandr Vlasov             | Russie                       | Astana-Premier Tech          | + 45 s                       |
| 3e                           | Remco Evenepoel              | Belgique                     | Deceuninck-Quick Step        | + 2 min 22 s                 |
| 4e                           | Tobias Foss                  | Norvège                      | Jumbo-Visma                  | + 2 min 49 s                 |
| 5e                           | Daniel Martínez              | Colombie                     | Ineos Grenadiers             | + 3 min 15 s                 |
| 6e                           | Attila Valter                | Hongrie                      | Groupama-FDJ                 | + 3 min 51 s                 |
| 7e                           | João Almeida                 | Portugal                     | Deceuninck-Quick Step        | + 7 min 04 s                 |
| 8e                           | Jai Hindley                  | Australie                    | Team DSM                     | + 15 min 27 s                |
| 9e                           | Lorenzo Fortunato            | Italie                       | Eolo-Kometa                  | + 29 min 35 s                |
| 10e                          | Harold Tejada                | Colombie                     | Astana-Premier Tech          | + 38 min 24 s                |

| Classement du meilleur jeune | Classement du meilleur jeune | Classement du meilleur jeune | Classement du meilleur jeune | Classement du meilleur jeune |
| Coureur                      | Coureur                      | Pays                         | Équipe                       | Temps                        |
| ---------------------------- | ---------------------------- | ---------------------------- | ---------------------------- | ---------------------------- |
| 1er                          | Egan Bernal                  | Colombie                     | Ineos Grenadiers             | 48 h 29 min 23 s             |
| 2e                           | Aleksandr Vlasov             | Russie                       | Astana-Premier Tech          | + 45 s                       |
| 3e                           | Remco Evenepoel              | Belgique                     | Deceuninck-Quick Step        | + 2 min 22 s                 |
| 4e                           | Tobias Foss                  | Norvège                      | Jumbo-Visma                  | + 2 min 49 s                 |
| 5e                           | Daniel Martínez              | Colombie                     | Ineos Grenadiers             | + 3 min 15 s                 |
| 6e                           | Attila Valter                | Hongrie                      | Groupama-FDJ                 | + 3 min 51 s                 |
| 7e                           | João Almeida                 | Portugal                     | Deceuninck-Quick Step        | + 7 min 04 s                 |
| 8e                           | Jai Hindley                  | Australie                    | Team DSM                     | + 15 min 27 s                |
| 9e                           | Lorenzo Fortunato            | Italie                       | Eolo-Kometa                  | + 29 min 35 s                |
| 10e                          | Harold Tejada                | Colombie                     | Astana-Premier Tech          | + 38 min 24 s                |

| Classement par équipes | Classement par équipes | Classement par équipes | Classement par équipes |
| Équipe                 | Équipe                 | Pays                   | Temps                  |
| ---------------------- | ---------------------- | ---------------------- | ---------------------- |
| 1re                    | Ineos Grenadiers       | Royaume-Uni            | 45 h 35 min 18 s       |
| 2e                     | Trek-Segafredo         | États-Unis             | + 1 min 51 s           |
| 3e                     | Team DSM               | Allemagne              | + 8 min 58 s           |
| 4e                     | Team BikeExchange      | Australie              | + 9 min 35 s           |
| 5e                     | EF Education-Nippo     | États-Unis             | + 13 min 04 s          |
| 6e                     | Deceuninck-Quick Step  | Belgique               | + 16 min 38 s          |
| 7e                     | Jumbo-Visma            | Pays-Bas               | + 19 min 24 s          |
| 8e                     | Astana-Premier Tech    | Kazakhstan             | + 29 min 41 s          |
| 9e                     | Bahrain Victorious     | Bahreïn                | + 32 min 44 s          |
| 10e                    | Movistar Team          | Espagne                | + 36 min 50 s          |

| Classement par équipes | Classement par équipes | Classement par équipes | Classement par équipes |
| Équipe                 | Équipe                 | Pays                   | Temps                  |
| ---------------------- | ---------------------- | ---------------------- | ---------------------- |
| 1re                    | Ineos Grenadiers       | Royaume-Uni            | 45 h 35 min 18 s       |
| 2e                     | Trek-Segafredo         | États-Unis             | + 1 min 51 s           |
| 3e                     | Team DSM               | Allemagne              | + 8 min 58 s           |
| 4e                     | Team BikeExchange      | Australie              | + 9 min 35 s           |
| 5e                     | EF Education-Nippo     | États-Unis             | + 13 min 04 s          |
| 6e                     | Deceuninck-Quick Step  | Belgique               | + 16 min 38 s          |
| 7e                     | Jumbo-Visma            | Pays-Bas               | + 19 min 24 s          |
| 8e                     | Astana-Premier Tech    | Kazakhstan             | + 29 min 41 s          |
| 9e                     | Bahrain Victorious     | Bahreïn                | + 32 min 44 s          |
| 10e                    | Movistar Team          | Espagne                | + 36 min 50 s          |

## Abandons
- Alessandro De Marchi (Israel Start-Up Nation) : abandon
- Alex Dowsett (Israel Start-Up Nation) : abandon
- Kobe Goossens (Lotto-Soudal) : abandon
- Gino Mäder (Bahrain Victorious) : abandon
- Fausto Masnada (Deceuninck-Quick Step) : abandon
- Marc Soler (Movistar) : abandon